# Сиваш (Первомайський)
Сива́ш — колишнє село в Україні. Підпорядковувалося Первомайській міськраді Харківської області.

## Географічне розташування
Село Сиваш знаходилося на березі безіменної річечки, яка через 2 км впадає в річку Берека. На річці кілька загат. Нижче за течією на відстані 1 км розташоване село Олексіївка. Примикає до міста Первомайський. Поруч проходять автомобільні дороги Т 2107 і Т 2110. На відстані 2 км розташована залізнична станція Лихачове.

## Історичні відомості
За даними на 1864 рік у Сиваші (позначено як "деревня владельческая") Олексіївської волості Зміївського повіту мешкало 757 осіб (379 чоловічої статі та 378 — жіночої), налічувалось 104 дворових господарства.
За переписом 1897 року кількість мешканців зросла до 897 осіб (449 чоловічої статі та 448 — жіночої), з яких всі — православної віри.
Станом на 1914 рік кількість мешканців села зросла до 1420 осіб.
27 липня 1994 року включене в межі міста Первомайського.

## Населення
За переписом населення України 2001 року в селі мешкали 493 особи.

### Мова
Розподіл населення за рідною мовою за даними :
| Мова       | Кількість | Відсоток |
| ---------- | --------- | -------- |
| українська | 399       | 80.93%   |
| російська  | 94        | 19.07%   |
| Усього     | 493       | 100%     |

## Економіка
- Свино-товарна ферма.

## Об'єкти соціальної сфери
- Школа.